# Евріпонт
Евріпонт (Евріпон) (дав.-гр. Εὐρυπῶν) — напівлегендарний цар Спарти близько 890—860 роках до н. е.

## Життєпис
Син царя Сооса. Напевне сприяв розбудові управління в Спарті, уславивши предки. На честь його отримала назву уся династія — Евріпонтидів. Плутарх розповідає про те, що він послабив царську владу, потураючи демагогам. Проте напевне вплив звичайних спартіатів був сильним, й царю довелося потупитися частиною влади на користь народних зборів. 
Поліен розповідає про війну спартанського війська під орудоб Евріпонта з аркадянським містом Мантінея через вимогу видати вбивць свого співцаря Агіса I. Викликав розгардяж серед грмоадян Мантінеї, після чого зумів захопити місто.
Йому спадкував син Пританід.